# Shagrath
Shagrath (vlastním jménem Stian Tomt Thoresen) (* 18. listopadu 1976, Jessheim, Norsko) je norský metalový hudebník a zpěvák skupiny Dimmu Borgir.

## Hudební kariéra
Skupinu Dimmu Borgir založil v roce 1993 spolu se členy Silenoz (Sven Attle Koperud) a Tjodalv (Kenneth Åkesson). Dříve hrál i na kytaru, klávesy a bicí, ale teď se věnuje jen vokálům.
V roce 2004 založil heavy metalovou skupinu Chrome Division, kde hraje na kytaru. Dále v roce 2009 založil skupinu Ov Hell s baskytaristou přezdívaným King ov Hell z Gorgoroth.

## Diskografie

### Se skupinouDimmu Borgir
- Inn I Evighetens Mørke (1994)
- For All Tid (1994)
- Stormblåst (1996)
- Devil's Path (1996)
- Enthrone Darkness Triumphant (1997)
- Godless Savage Garden (1998)
- Sons of Satan Gather for Attack
- Spiritual Black Dimensions (1999)
- True Kings of Norway (2000)
- Puritanical Euphoric Misanthropia (2001)
- Alive in Torment (2001)
- World Misanthropy (2002)
- Death Cult Armageddon (2003)
- Stormblåst MMV (2005)
- In Sorte Diaboli (2007)
- Abrahadabra (2010)
- Eonian (2018)

### Se skupinouChrome Division
- Doomsday Rock 'n Roll (2006)
- Booze, Broads and Beelzebub (2008)
- 3rd Round Knockout (2011)
- Infernal Rock Eternal (2014)

### Se skupinouOv Hell
- The Underworld Regime (2010)

### Se skupinouRagnarok
- Arising Realm (1997)

### Se skupinouFimbulwinter
- Servants of Sorcery (1994)